# Thou Art the Man (film)
Thou Art the Man er en amerikansk stumfilm fra 1920 af Thomas N. Heffron.

## Medvirkende
- Robert Warwick som Myles Calthrope
- Lois Wilson som Joan Farrant
- J. M. Dumont som Henry Farrant
- Clarence Burton som Matt Solomon
- Clarence Geldart som George Brummage
- Harry Carter som Mr. Prescott
- Viora Daniel som Fannie Dering
- Lorenza Lazzarini som Lucille
- Lillian Leighton
- Sylvia Ashton som Chaperone
- Joan Marsh som Ellie Prescott
- Richard Wayne som Tom Dering
- Jane Wolfe som Mrs. Prescott